# Agrilus vezenyii
Agrilus vezenyii é uma espécie de inseto do género Agrilus, família Buprestidae, ordem Coleoptera.
Foi descrita cientificamente por Pochon, 1967.